# FC Krymteplyzja Molodischne
Der FC Sparta-KT Molodischne ist ein Fußballverein aus Molodischne, einer Siedlung aus dem Umland Simferopols auf der von Russland besetzten ukrainischen Halbinsel Krim. Bis 2021 trat der Verein unter dem Namen FC Krymteplyzja Molodischne an, nachdem der Verein aus finanziellen Gründen die Lizenz für die Krim-Liga verlor, kehrte man zur Saison 2022 unter dem neuen Namen in die höchste Spielklasse der Krim zurück.

## Geschichte
Der Verein wurde im Jahr 1999 als FC Krymteplyzja Molodischne gegründet. Nachdem die Mannschaft zunächst nur in regionalen Spielklassen aktiv war, spielte sie in der Saison 2003/04 erstmals in einer landesweiten ukrainischen Spielklasse. In der drittklassigen 2. Liga wurde Krymteplyzja auf Anhieb Dritter und in der Folgesaison gelang als Meister der Aufstieg in die zweithöchste Liga der Ukraine. Dort hielt sich der FC Krymteplyzja insgesamt acht Jahre lang, ehe man sich aus finanziellen Gründen nach der Saison 2012/13 aus dem landesweiten Ligabetrieb zurückzog und nur noch in der regionalen Krim-Meisterschaft antrat (5. Ebene im damaligen ukrainischen Ligasystem).
Seit der Annexion der Krim durch Russland am 18. März 2014 ist eine Teilnahme am ukrainischen Ligabetrieb für Mannschaften von der Krim nicht mehr möglich. Die Teilnahme am russischen Ligabetrieb wurde seitens der UEFA untersagt. Stattdessen wurde mit der CFU Premier League eine eigene Liga für Krim-Mannschaften geschaffen, welche als Sonderzone offiziell direkt der UEFA unterstellt ist. Der FC Krymteplyzja konnte sich zunächst nicht für die neue Liga qualifizieren und musste stattdessen in der zweitklassigen Amateurliga antreten. Zur Saison 2016/17 gelang der Aufstieg in die Krim-Liga. Bereits in der ersten Saison wurde man Zweiter hinter dem Meister FK Sewastopol. Ein Jahr später wurde man in der Liga nur Vierter, gewann dafür aber den CFU-Pokal. Die Saison 2019/20 war die erfolgreichste Spielzeit für den FC Krymteplyzja, neben der Vizemeisterschaft in der Liga, gewann man zum zweiten Mal den CFU-Pokal. Nach der Saison 2020/21 zog sich der FC Krymteplyzja aus finanziellen Gründen aus der CFU Premier League zurück.
Seit der Saison 2022 nimmt der Verein wieder an der Krim-Liga teil, tritt allerdings nun unter dem Namen FC Sparta-KT Molodischne an, dies war zuvor auch der Name eines Farmteams vom FC Krymteplyzja. Die Saison 2024 wurde mit der Vizemeisterschaft abgeschlossen.

## Stadion
Der FC Sparta-KT Molodischne trägt seine Heimspiele im Limited Liability Company Stadium „Krymteplyzja” in Ahrarne (Stadtteil von Simferopol) aus. Es bietet Platz für 3000 Zuschauer.

## Erfolge
- Vizemeister der Krim-Liga (3): 2016/17, 2019/20 und 2024
- Sieger des Krim-Pokals (2): 2017/18 und 2019/20
- Sieger des Supercups der Krim (2): 2018/19 und 2020/21